# 클루브 레알 포토시
클루브 레알 포토시(Club Real Potosí)는 볼리비아 포토시를 연고로 하는 축구 클럽이다. 이 팀은 1942년에 창단 되었으며 현재는 볼리비아 프리메라 디비시온에 참가하고 있다.

## 선수 명단

### 현역
참고: FIFA 자격 규정에 따라 소속된 국가대표팀 국기를 표시합니다. 선수는 복수의 FIFA 비회원국 국적을 가지고 있을 수 있습니다.
| 번호 | 포지션 | 국적 | 이름 |
| ---- | ------ | ---- | ---- |

| 번호 | 포지션 | 국적 | 이름 |
| ---- | ------ | ---- | ---- |

## 역대 감독
| 감독                     | 임기  |
| ------------------------ | ----- |
| 달시오 지오바뇰리        | 2011  |
| 훌리오 세자르 발데비에소 | 2012  |
| 플라비오 로바토          | 2021  |
| 플라비오 로바토          | 2022~ |

틀:코파 시몬 볼리바르